# Viktors Dobrecovs
Viktors Dobrecovs (ur. 9 stycznia 1977 w Lipawie) – łotewski trener piłkarski, obecnie trenujący klub Grobiņas SC. Wcześniej piłkarz grający na pozycji prawego lub lewego skrzydłowego oraz ofensywnego pomocnika. Osiemnastokrotny reprezentant Łotwy.

## Sukcesy zawodnicze

### Klubowe
Metalurgs Liepāja
- Mistrzostwo Łotwy: 2005, 2009

FC TVMK
- Zdobywca Pucharu Estonii: 2005/2006
- Zdobywca Superpucharu Estonii: 2006

Daugava Dyneburg
- Zdobywca Pucharu Łotwy: 2008

### Indywidualne
- Król strzelców Virslīgi: 1998 (23 gole), 1999 (22 gole), 2003 (36 goli), 2005 (18 goli)

## Sukcesy trenerskie
Metalurgs Liepāja
- Mistrzostwo Łotwy: 2009

FK Liepāja
- Mistrzostwo Łotwy: 2015

## Życie prywatne
Jego syn Deivids (ur. 1997), również jest piłkarzem.